# С 35 Бис деј Ђови (Алесандрија)
С 35 Бис деј Ђови је насеље у Италији у округу Алесандрија, региону Пијемонт.
Према процени из 2011. у насељу је живело 35 становника. Насеље се налази на надморској висини од 131 м.